# استن آلدوس
استن آلدوس (انگلیسی: Stan Aldous; ۱۰ فوریهٔ ۱۹۲۳ – ۱۷ اکتبر ۱۹۹۵) بازیکن فوتبال اهل بریتانیا بود.
از باشگاه‌هایی که در آن بازی کرده‌است می‌توان به باشگاه فوتبال آکسفورد یونایتد، باشگاه فوتبال ابسفلیت یونایتد، و باشگاه فوتبال لیتون اورینت اشاره کرد.